# Sexto Vetuleno Cerial
Sexto Vetuleno Cerial (en latín: Sextus Vettulenus Cerialis) fue un senador romano que vivió en el siglo I y desarrolló su cursus honorum bajo los reinados de Nerón, Vespasiano, Tito y Domiciano. Fue cónsul sufecto en el año 76 junto con el futuro emperador Domiciano.

## Orígenes familiares
Cerial era de origen sabino, y nacido en Reate. Ronald Syme especula que el Sexto Vetuleno Cerial conmemorado con su esposa Lusia Gala en una inscripción recuperada en Venafro, era el padre y la madre de Cerial; si es así, su padre sirvió como soldado, y su carrera fue coronada con el cargo de primus pilus de la Legio XI Claudia. Al menos se atestigua un hermano suyo: Gayo Vetuleno Cívica Cerial, cónsul sufecto en el año 77.

## Carrera política
Edward Dabrowa incluye a Cerial "entre los sabinos que, gracias a Vespasiano, obtuvieron altos cargos y fueron admitidos en la élite política romana". Según la interpretación más comúnmente aceptada de una inscripción acéfala encontrada en Cartago, Nerón le confirió muchos honores. Sin embargo, su primer cargo atestiguado fue el de legado o comandante de la Legio V Macedonica alrededor del año 67. Ocupó este cargo durante la primera guerra judeo-romana hasta el final del asedio de Jerusalén en el año 70. Cerial impresionó a Vespasiano por su valor y su éxito en numerosas acciones militares. Después de la caída de Jerusalén, fue nombrado gobernador de Judea y legado de la Legio X Fretensis. Ocupó ambos cargos hasta al menos el año 71, cuando fue sustituido por Sexto Lucilio Baso.
Después de su consulado en el año 76, Cerial fue nombrado gobernador de Moesia, donde está atestiguado por un diploma militar fechado el 28 de abril del año 75, y un segundo fechado el 7 de febrero del año 78. Se le ha atribuido una inscripción acéfala encontrada en Cartago, que atestiguaría que fue procónsul de África entre los años 83-84.

## Familia
Aunque no se conoce el nombre de su esposa, se considera que Cerial era el padre de Sexto Vetuleno Cívica Cerial, cónsul ordinario en el año 106.